# Born in '58
Born in '58 je čtvrtý singl zpěváka Bruce Dickinsona z debutového alba Tattooed Millionaire. Singl byl vydán 25. března 1991 a v žebříčku UK Singles Chart se umístil na 81. místě. Píseň je o raném životě Bruce Dickinsona, a jeho vyrůstání s prarodiči ve městě Worksop.

## Obsazení
- Bruce Dickinson – zpěv
- Janick Gers – kytary
- Andy Carr – baskytara
- Fabio Del Rio – bicí